# Spedale della Santissima Trinità dei Calzolai

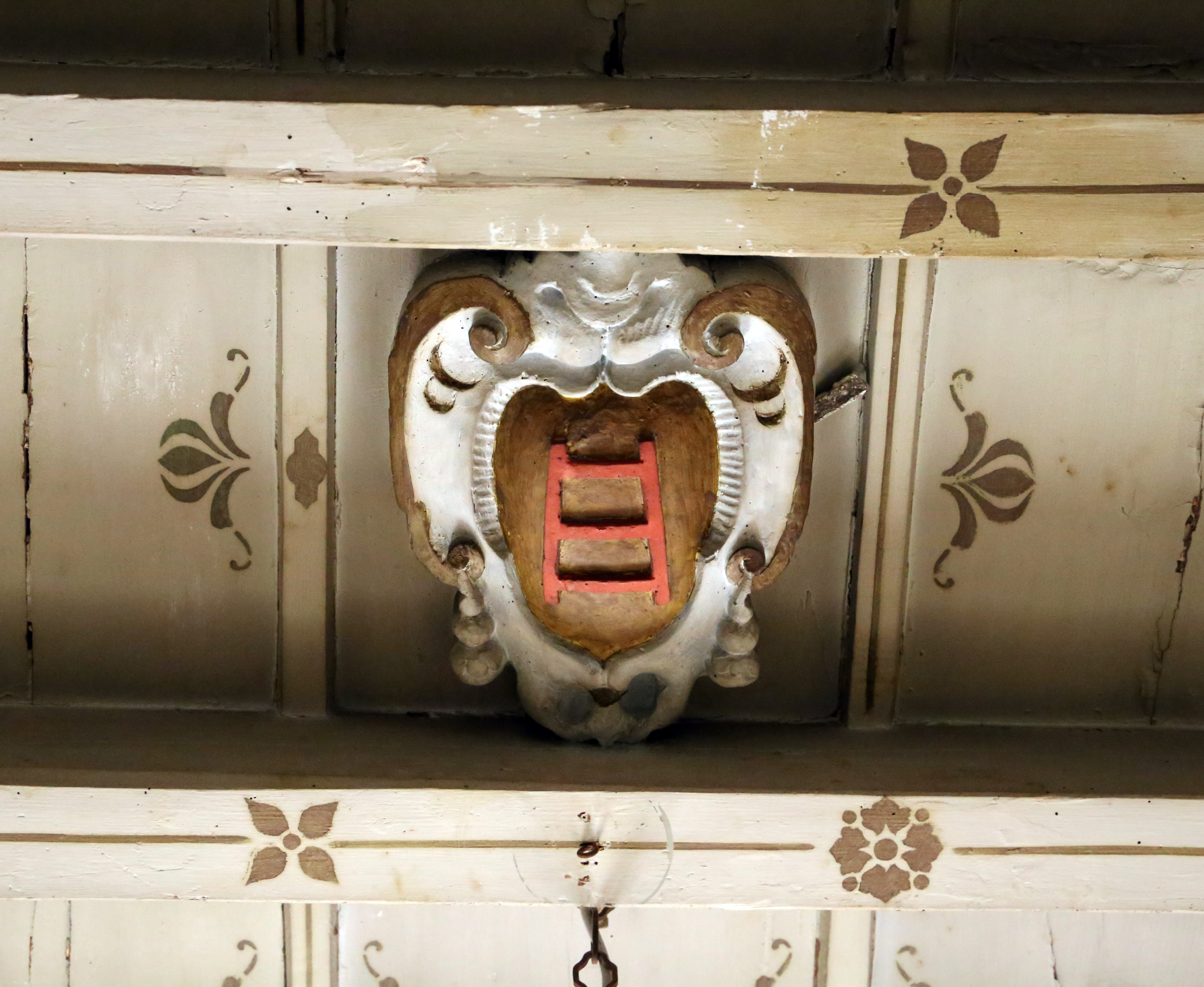
Stemma Galilei in un ambiente interno

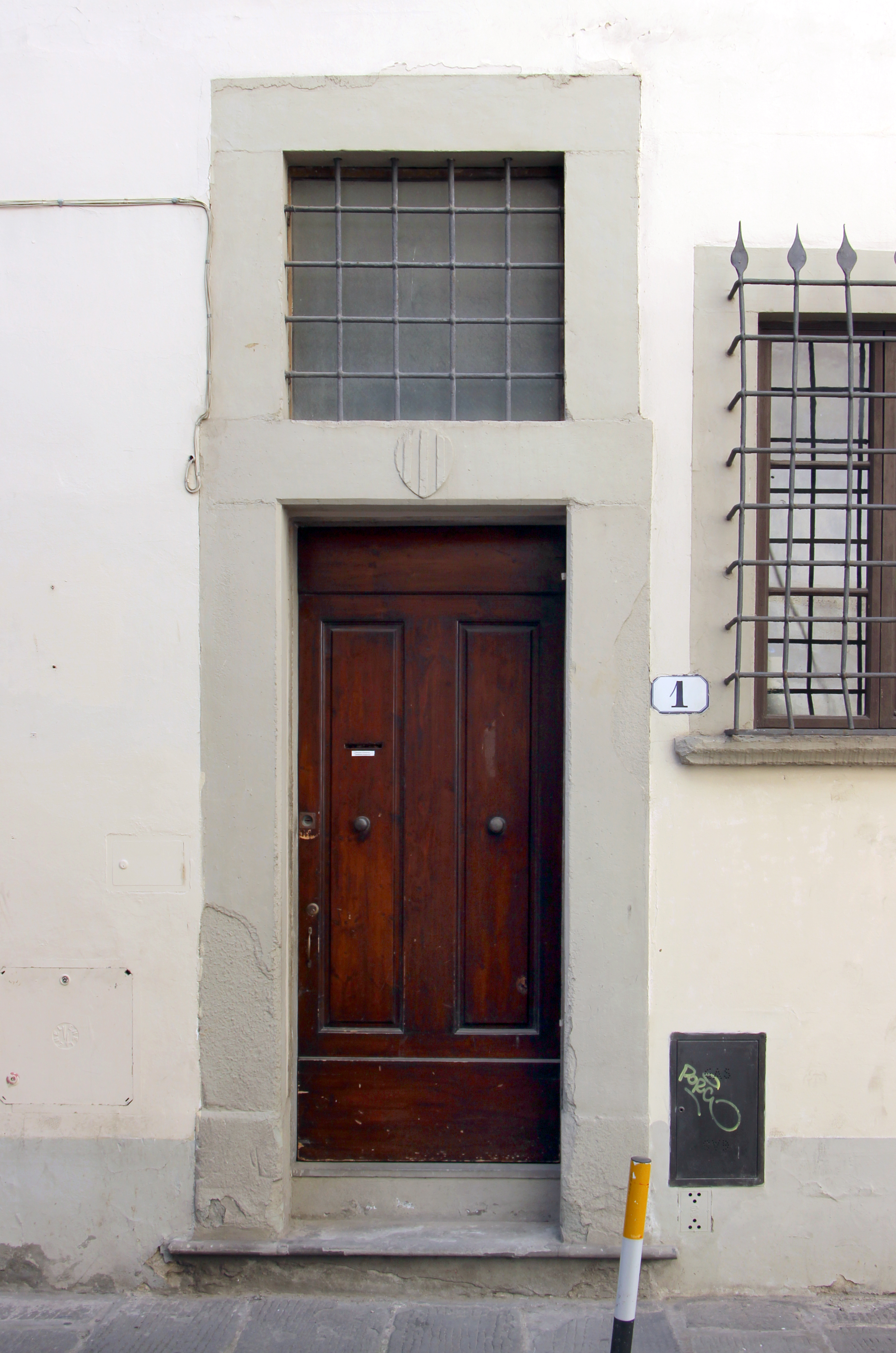
Portale

Lo Spedale della Santissima Trinità dei Calzolai era un ospedale di Firenze attivo dal al.

## Storia
Lo "spedale", nato come ricovero per i pellegrini e per i ceti più bisognosi, era patronato dall'Arte dei Calzolai, con dedica alla Trinità, probabilmente in seguito alla diffusione del culto di Dio uno e trino voluto da papa Giovanni XXII, che ne fissò la festività la prima domenica dopo Pentecoste, dal 1331. Struttura di modeste dimensioni, dovette essere fondato poco dopo quell'anno da Banco di ser Puccio, e comunque entro il 1342, quando nel testamento del pievano di Santo Stefano a Calcinaia, Pietro, fratello di Banco, indicava la struttura caritativa come destinataria della sua eredità. Gli appartenenti alla corporazione dei Calzolai, al pari di quelli di analoghe istituzioni fiorentine, vi prestavano sostegno sia economico che pratico.
Le notizie sullo spedale sono molto scarse e anche la sua esatta ubicazione è incerta: le ipotesi più fondate lo collocano a ridosso dell'antica abside della chiesa dei Santi Simone e Giuda, vicino a Santa Croce, con ingresso dal lato sud di via dei Lavatoi dove si trova ancora oggi un portale in pietra serena. Le attività terapeutiche prestate andavano dal medicare al somministrare pughe e clisteri, dal cavare denti all'eseguire piccoli salassi. Lo spedalingo, il responsabile in capo della struttura, chiamava di volta in volta medici e cerusichi esterni per eseguire gli interventi, mentre il personale fisso si occupava della sistemazione e pulizia dei giacigli, nonché della preparazione e somministrazione dei pasti gratuiti.
In fondo al dormitorio si trovava un altare con un lume sempre acceso, e su cui si celebravano, tre volte l'anno, speciali festività: quella della Trinità, quella dei santi Crespino e Crespiniano (25 ottobre) e quella di san Filippo, protettore dell'Arte (1º maggio).
Lo stemma dello spedale era identico a quello dell'Arte: fasciato d'argento e di nero.
Nel 1542 l'ospedale venne sottoposto alla supervisione dei Capitani del Bigallo e verosimilmente abolito di lì a poco, per l'assoluta mancanza di rendite che ne garantissero il funzionamento. Da allora, come testimoniato anche in uno statuto del 1612, l'Arte dei Calzolai si occupò di assistenza in un locale appositamente adibito della propria sede, rivolgendosi soprattutto agli anziani ex-membri che non potevano sostentarsi da soli.
Oggi, negli ambienti che furono restaurati a spese della famiglia Galilei, vivono le sorelle della Fraternità monastica di Gerusalemme, che tengono vivo l'antico legame con la Badia Fiorentina recandovisi giornalmente per la preghiera cantata coi monaci benedettini.

## Descrizione
L'edificio oggi si presenta come un blocco compatto in aderenza alla zona absidale della chiesa dei Santi Simone e Giuda, della quale è da considerare una pertinenza: di tre piani per otto assi non mostra elementi architettonici d'interesse per l'estrema semplicità dell'insieme, eccezion fatta per l'ingresso segnato con il civico 3, nobilitato da bugne lisce in pietra. Sull'ingresso identificato dal civico numero 1 è un piccolo scudo con le insegne della chiesa della Badia Fiorentina (di rosso a tre pali d'argento), a documentarne la proprietà da parte della chiesa dei Santi Simone e Giuda, fondata dai monaci della Badia e da questa dipendente
In una stanza è anche conservata un'Ultima Cena in terre quasi monocrmatiche e frammentaria, riferibile a un pittore tardogotico fiorentino.